# Corrèze (naselje)
Corrèze (okcitansko Corresa) je naselje in občina v južnem francoskem departmaju Corrèze regije Limousin. Leta 2006 je naselje imelo 1.175 prebivalcev.

## Geografija
Kraj leži v pokrajini Limousin ob reki Corrèze znotraj naravnega regijskega parka Millevaches, 17 km severovzhodno od Tulleja.

## Uprava
Corrèze je sedež istoimenskega kantona, v katerega so poleg njegove vključene še občine Bar, Chaumeil, Eyrein, Meyrignac-l'Église, Orliac-de-Bar, Saint-Augustin, Sarran in Vitrac-sur-Montane.
Kanton Corrèze je sestavni del okrožja Tulle.